# Antrocephalus mitys
Antrocephalus mitys is een vliesvleugelig insect uit de familie bronswespen (Chalcididae). De wetenschappelijke naam is voor het eerst geldig gepubliceerd in 1846 door Walker.